# UeNa-Tip
Der UeNa-tip ist eine kostenlose Wochenzeitung und Anzeigenblatt, das vorwiegend im südlichen Kreis Pinneberg verteilt wird. Der UeNa-Tip wird jeden Mittwoch kostenlos im Umkreis von Uetersen, Tornesch, der Haseldorfer Marsch, der Seestermüher Marsch und in Teilen von Elmshorn, Pinneberg und Wedel an die Haushalte verteilt. Er bedient damit das Segment der sogenannten Anzeigenblätter. Die gedruckte Auflage des UeNa-tip betrug 2017 zirka 37.800 Exemplare.
Redaktionsleiter ist seit 1. Juli 2016 Gerrit Bastian Mathiesen und Jan Schönstedt. Sie verantworten alle Produkte des Medienhauses, d. h. auch das Quickborner Tageblatt, Schenefelder Tageblatt, Wedel-Schulauer Tageblatt, Barmstedter Zeitung, Elmshorner Nachrichten, Uetersener Nachrichten sowie die Sonntags- und Wochenzeitungen und die digitalen Medien.
Herausgeber sind Werner F. Ebke und der Verleger Jan Dirk Elstermann.
Aufgrund der Coronakrise musste das Wochenblatt zum 1. April 2020 vorübergehend eingestellt werden, die letzte Ausgabe erschien am 25. März 2020. Am 25. November 2020 erschien die erste Ausgabe nach der Pause, künftig soll das Wochenblatt wieder regelmäßig erscheinen.

## Geschichte
Das erste Ausgabe des Anzeigenblattes erschien am 13. November 1980 unter dem Namen Neuer Uetersener Anzeiger. Mit einem Umfang von 8 bis 16 Seiten erschien er zunächst alle zwei Wochen jeweils donnerstags mit einer Auflagenstärke von 13.500 Exemplaren. Der Druck erfolgte in der hauseigenen Druckerei. Die Auflage stieg bis Ende 1981 auf 15.000 Zeitungen an. 1982 wurde der Name in Einfach Toll – Der Uetersener Anzeiger geändert und seit Januar 1984 hieß das Blatt Uetersener Anzeiger und erschien nun vor jedem langen Samstag mit einer Auflage von 24.100 Stück. Vom 13. Januar 1988 an erschien das Anzeigenblatt mittwochs, im Berliner Format, und erhielt den Namen UeNa-tip - Das Wochenmagazin für die ganze Familie. Es umfasste 12 bis 20 Seiten. Der Druck erfolgte nun bei einer Druckerei in Heide. In den Jahren 1995 bis 1997 stieg die Auflage von 31.500 auf 37.200 Exemplare. Seit 1999 lag die Auflage bei rund 45.700 Zeitungen und im Jahr 2000 wurde das Blatt in UeNa-tip - Der Kreisanzeiger umbenannt, die Druckauflage im ersten Quartal 2017 umfasst 37.800 Exemplare. Am 9. November 2005 feierte das Wochenblatt seinen 25. Geburtstag mit einer Sonderausgabe von 48 Seiten.